# Zemský okres Breisgau-Hochschwarzwald
Zemský okres Breisgau-Hochschwarzwald (německy Landkreis Breisgau-Hochschwarzwald) se nachází v jižní části německé spolkové země Bádensko-Württembersko. Sousedí (ze severu ve směru hodinových ručiček) s okresy Emmendingen, Schwarzwald-Baar, Waldshut, Lörrach a s francouzským departementem Haut-Rhin. Zároveň je jím obklopený nezávislý městský okres Freiburg.

## Geografie
Okres Breisgau Hochschwarzwald je tvořen třemi výraznými krajinnými celky:
1. nížinná krajina v povodí řeky Rýn (Oberrheinebene) s pohořrím Kaiserstuhl a oblastmi Tuniberg , Breisgau a Markgraflerland
2. svahy pohoří Černý les s lesními údolími k řece Rýn, jako jsou Glottertal, Dreisamtal, Hollental a Munstertal
3. vyšší horské vrchy Černého lesa (Hochschwarzwald), včetně nejvyšší hory tohoto pohoří, Feldbergu (1 493 m)

## Obyvatelstvo
Vývoj počtu obyvatelstva okresu Breisgau-Hochschwarzwald od roku 1973:
| Rok               | Obyvatelé |
| ----------------- | --------- |
| 31. prosinec 1973 | 181 335   |
| 31. prosinec 1975 | 187 104   |
| 31. prosinec 1980 | 199 911   |
| 31. prosinec 1985 | 207 466   |
| 27. květen 1987   | 203 111   |

| Rok               | Obyvatelé |
| ----------------- | --------- |
| 31. prosinec 1990 | 217 267   |
| 31. prosinec 1995 | 230 839   |
| 31. prosinec 2000 | 240 545   |
| 31. prosinec 2005 | 249 535   |
| 30. červen 2006   | 251 345   |

## Města a obce

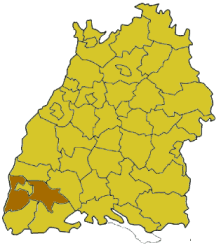
Poloha okresu Breisgau-Hochschwarzwald na mapě Bádenska-Württemberska

| Města | | |
| --- | --- | --- |
| 1. Bad Krozingen 2. Breisach 3. Heitersheim 4. Löffingen 5. Müllheim 6. Neuenburg am Rhein 7. Staufen im Breisgau 8. Sulzburg 9. Titisee-Neustadt 10. Vogtsburg | 1. Breitnau 2. Buchenbach 3. Buggingen 4. Ebringen 5. Ehrenkirchen 6. Eichstetten am Kaiserstuhl 7. Eisenbach 8. Eschbach 9. Feldberg 10. Friedenweiler 11. Glottertal 12. Gottenheim 13. Gundelfingen 14. Hartheim 15. Heuweiler 16. Hinterzarten 17. Horben 18. Ihringen 19. Kirchzarten | 1. Lenzkirch 2. March 3. Merdingen 4. Merzhausen 5. Münstertal 6. Oberried 7. Pfaffenweiler 8. Schallstadt 9. Schluchsee 10. Sölden 11. Sankt Märgen 12. Sankt Peter 13. Stegen 14. Umkirch 15. Wittnau |
| Obce | 1. Breitnau 2. Buchenbach 3. Buggingen 4. Ebringen 5. Ehrenkirchen 6. Eichstetten am Kaiserstuhl 7. Eisenbach 8. Eschbach 9. Feldberg 10. Friedenweiler 11. Glottertal 12. Gottenheim 13. Gundelfingen 14. Hartheim 15. Heuweiler 16. Hinterzarten 17. Horben 18. Ihringen 19. Kirchzarten | 1. Lenzkirch 2. March 3. Merdingen 4. Merzhausen 5. Münstertal 6. Oberried 7. Pfaffenweiler 8. Schallstadt 9. Schluchsee 10. Sölden 11. Sankt Märgen 12. Sankt Peter 13. Stegen 14. Umkirch 15. Wittnau |
| 1. Au 2. Auggen 3. Badenweiler 4. Ballrechten-Dottingen 5. Bötzingen 6. Bollschweil                                                                             | 1. Breitnau 2. Buchenbach 3. Buggingen 4. Ebringen 5. Ehrenkirchen 6. Eichstetten am Kaiserstuhl 7. Eisenbach 8. Eschbach 9. Feldberg 10. Friedenweiler 11. Glottertal 12. Gottenheim 13. Gundelfingen 14. Hartheim 15. Heuweiler 16. Hinterzarten 17. Horben 18. Ihringen 19. Kirchzarten | 1. Lenzkirch 2. March 3. Merdingen 4. Merzhausen 5. Münstertal 6. Oberried 7. Pfaffenweiler 8. Schallstadt 9. Schluchsee 10. Sölden 11. Sankt Märgen 12. Sankt Peter 13. Stegen 14. Umkirch 15. Wittnau |